# Thomas Scheffer
Thomas Scheffer (* 1. Juli 1967 in Lippinghausen, Kreis Herford, Gemeinde Hiddenhausen) ist ein deutscher Soziologe.

## Leben
Scheffer ist Sohn eines Postbeamten. Er hat 3 Geschwister. Er absolvierte eine Banklehre bei der Sparkasse Herford, anschließend machte er Abitur und studierte von 1990 bis 1995 Soziologie an der Universität Bielefeld. Von 1989 bis 1993 war er Ratsmitglied der Gemeinde Hiddenhausen für die Partei Bündnis 90/Die Grünen. Nach der Promotion 1998 bei Karin Knorr-Cetina und Stefan Hirschauer in Bielefeld mit der Dissertation Fallherstellung und Darstellungsmacht. Eine analytische Ethnographie des Asylverfahrens in Deutschland wurde er 2013 Professor für Soziologie mit dem Schwerpunkt Interpretative Sozialforschung an der Johann Wolfgang Goethe-Universität Frankfurt am Main.

## Schriften (Auswahl)
- Asylgewährung. Eine ethnographische Analyse des deutschen Asylverfahrens. Stuttgart 2001, ISBN 3-8282-0165-2.
- Adversarial case-making. An ethnography of English Crown Court procedure. Leiden 2010, ISBN 978-90-04-18726-9.
- mit Kati Hannken-Illjes und Alexander Kozin: Criminal defence and procedure. Comparative ethnographies in the United Kingdom, Germany, and the United States. Basingstoke 2010, ISBN 978-0-230-23022-4.
- mit Christiane Howe, Eva Kiefer, Dörte Negnal und Yannik Porsché: Polizeilicher Kommunitarismus. Eine Praxisforschung urbaner Kriminalprävention. Frankfurt am Main 2017, ISBN 978-3-593-50573-2.
- mit Stephan Lessenich (Hg.): Gesellschaften unter Handlungszwang. Existenzielle Probleme, Normalität und Kritik. Berlin 2024, ISBN 978-3-86505-852-2.